# Região Geográfica Intermediária de Santa Cruz do Sul-Lajeado
A Região Geográfica Intermediária de Santa Cruz do Sul-Lajeado é um dos oito regiões intermediárias do estado brasileiro do Rio Grande do Sul e uma das 134 regiões intermediárias do Brasil, criadas pelo Instituto Brasileiro de Geografia e Estatística (IBGE) em 2017. É composta por 58 municípios, distribuídos em quatro regiões geográficas imediatas.
Sua população total estimada pelo Instituto Brasileiro de Geografia e Estatística (IBGE) para 1º de julho de 2018 é de 789 452 de habitantes, distribuídos em uma área total de 17 688,492 km².
Santa Cruz do Sul é o município mais populoso da região intermediária, com 129 427 habitantes, de acordo com estimativas de 2018 do Instituto Brasileiro de Geografia e Estatística (IBGE).

## Regiões geográficas imediatas
| Região geográfica imediata                      | Municípios | População Estimativa 2018 | Área (km²) |
| ----------------------------------------------- | --- | ------------------------- | ---------- |
| Região Geográfica Imediata de Santa Cruz do Sul | Candelária Encruzilhada do Sul Gramado Xavier Herveiras Mato Leitão Pantano Grande Passo do Sobrado Rio Pardo Santa Cruz do Sul Sinimbu Vale do Sol Vale Verde Venâncio Aires Vera Cruz | 375 470                   | 10 815,300 |
| Região Geográfica Imediata de Lajeado           | Arroio do Meio Bom Retiro do Sul Boqueirão do Leão Canudos do Vale Capitão Colinas Coqueiro Baixo Cruzeiro do Sul Estrela Fazenda Vilanova Forquetinha Imigrante Lajeado Marques de Souza Paverama Poço das Antas Pouso Novo Progresso Santa Clara do Sul Sério Tabaí Taquari Teutônia Travesseiro Westfália | 288 646                   | 3 215,350  |
| Região Geográfica Imediata de Sobradinho        | Arroio do Tigre Estrela Velha Ibarama Lagoa Bonita do Sul Lagoão Passa-Sete Segredo Sobradinho Tunas | 63 272                    | 2 185,748  |
| Região Geográfica Imediata de Encantado         | Anta Gorda Doutor Ricardo Encantado Ilópolis Muçum Nova Bréscia Putinga Relvado Roca Sales Vespasiano Corrêa | 62 064                    | 1 472,094  |
| Total                                           | 58 | 789 452                   | 17 688,492 |